# Сан-Акасія (Нью-Мексико)
Сан-Акасія (англ. San Acacia) — переписна місцевість (CDP) в США, в окрузі Сокорро штату Нью-Мексико. Населення — 38 осіб (2020).

## Географія
Сан-Акасія розташований за координатами 34°15′18″ пн. ш. 106°54′8″ зх. д. / 34.25500° пн. ш. 106.90222° зх. д. (34.254946, -106.902227).  За даними Бюро перепису населення США в 2010 році переписна місцевість мала площу 1,82 км², уся площа — суходіл.

## Демографія
Згідно з переписом 2010 року, у переписній місцевості мешкали 44 особи в 20 домогосподарствах у складі 12 родин. Густота населення становила 24 особи/км².  Було 24 помешкання (13/км²).
Расовий склад населення:
| - 100,0 % — білих |

До двох чи більше рас належало 0,0 %. Частка іспаномовних становила 50,0 % від усіх жителів.
За віковим діапазоном населення розподілялося таким чином: 6,8 % — особи молодші 18 років, 65,9 % — особи у віці 18—64 років, 27,3 % — особи у віці 65 років та старші. Медіана віку мешканця становила 53,0 року. На 100 осіб жіночої статі у переписній місцевості припадало 120,0 чоловіків;  на 100 жінок у віці від 18 років та старших — 127,8 чоловіків також старших 18 років.
Цивільне працевлаштоване населення становило 48 осіб. Основні галузі зайнятості: транспорт — 60,4 %, сільське господарство, лісництво, риболовля — 39,6 %.